# أولة بورك
أولة بورك (بالدنماركية: Ole Borch أو Oluf Borch والذي يصبح في اللاتينية Olaus Borrichius) هو عالم دنماركي ولد في يوتلاند وعاش بين 1626 – 1690. كان بورك عالماً وطبيباً ولغوياً معروفاً في عصره، واشتهر بكونه أستاذاً لنيكولاس ستينو.

## حياته
ولد أولة بورك سنة 1626، ودرس الطب في جامعة كوبنهاغن. نجا بورك من الطاعون الذي أودى بحياة ثلث السكان سنة 1654 في كوبنهاغن. أصبح بورك بروفيسوراً في علم اللغة المقارن في جامعة كوبنهاغن سنة 1660، وبعد ست سنوات بورفيسوراً في الكيمياء وعلم النبات.
درّس بورك نيكولاس ستينو، كما التقى في رحلاته العلمية مع يوهان رودولف غلاوبر وجون آموس كومينيوس، بالإضافة إلى روبرت بويل.

## أعماله
يعد بورك أحد الرائدين في البحث العلمي التجريبي في الدنمارك.
من مؤلفاته:
- De Ortu et Progressu Chemiae Dissertatio, 1668
- Hermetis, Aegypiorum et Chemicorum sapientia, 1674
- Conspectus Scriptorum Chemicorum Celebriorum, 1696